# Edit Gustafson
Edit Maria Gustafson, född 22 augusti 1886 i Uppsala, död 27 november 1968 i Boo församling, Stockholms län, var en svensk målare.
Hon var dotter till byggmästaren Mathias Preinitz och Selma Carlson och från 1928 gift med Erik Gustafson. Hon var syster till Evert Preinitz. Gustafson studerade vid Althins målarskola i Stockholm 1916-1917 och fick privatlektioner av Eva Bagge 1918-1920 och för Esther Kjerner 1922-1924 samt för Edward Berggren 1927-1928 hon var elev vid Berggren och Larssons målarskola i Stockholm 1926. Hon bedrev självstudier under resor till Berlin och Wien. Hon debuterade i en utställning på Holmquists konstsalong i Stockholm 1940 och medverkade därefter i ett flertal utställningar bland annat med Sveriges allmänna konstförening. Hennes konst består av blomsterstilleben, flickfigurer, landskap och porträtt i olja eller pastell och sagomotiv i kol. Gustafson är representerad vid Gävle museum.